# 안타이오스

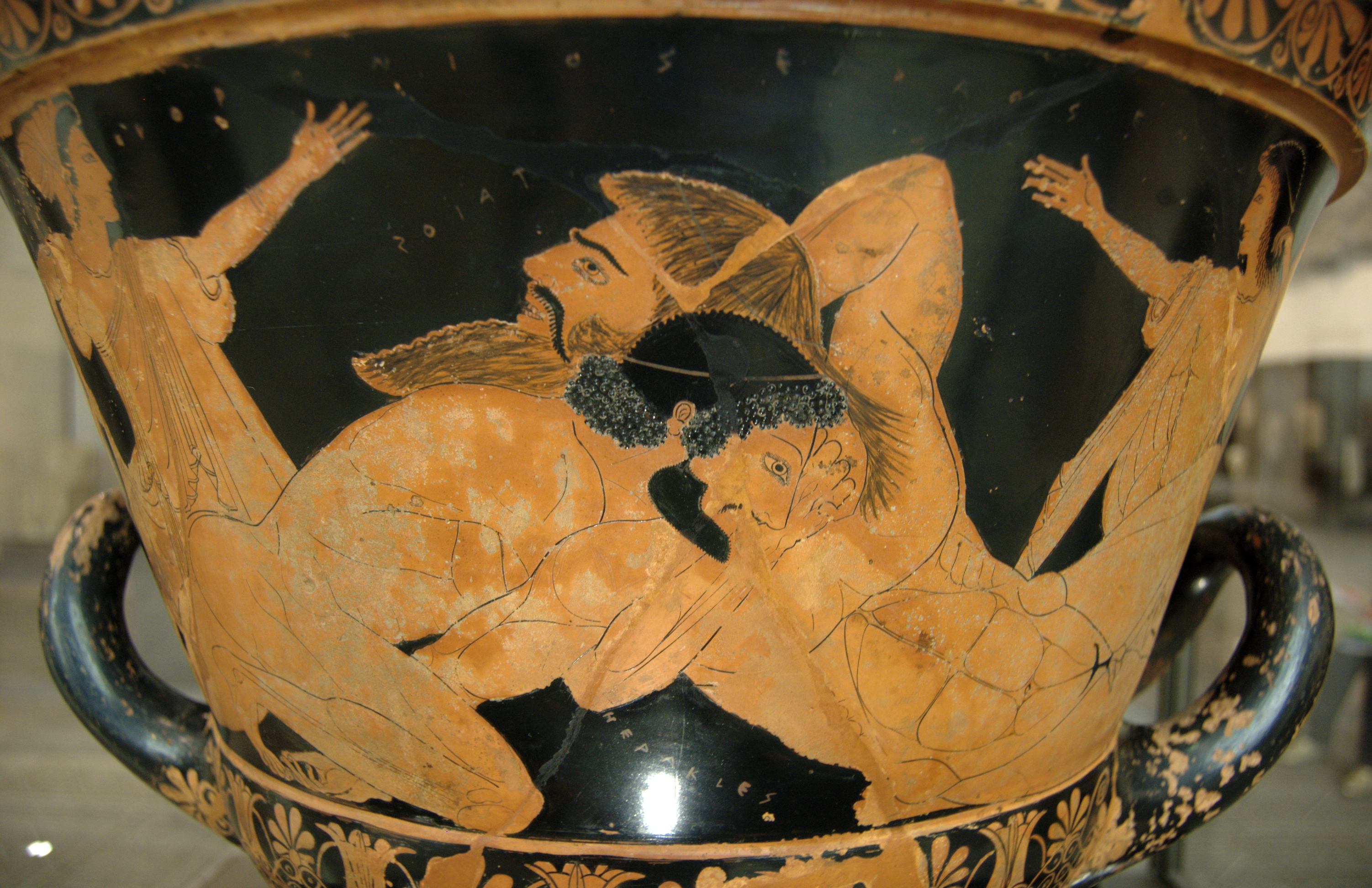

안타이오스(Antaeus, 또한 Antaios)(Ἀνταῖος)는 바다의 신 포세이돈과 땅의 여신 가이아 사이에 나온 둘째 아들이다. 위로 누나 여신 카리브디스가 있다.

## 신화
그리스 로마 신화에 나오는 거인으로 폭식(?)과 바다를 다스리는 여신인 카리브디스와 남매지간이다. 아내는 여신 팅게. 그는 힘이 엄청 장사여서 지나가는 나그네들한테 힘겨루기를 해서 그들이 혹여나 지게 되면 아버지 포세이돈이나 어머니 가이아의 신전에 재물로 죽여서 바치기도 하였고 해골을 아버지 궁전에 장식용으로 사용했다고 한다. 땅의 지모신인 어머니의 성향을 띠웠던지 땅에 발이 닿을때마다 더욱 강해지는 특성이 있어서 미친듯이 강해 그 어느 누구도 상대할 수 없었다고 한다. 그 이유가 포세이돈과 가이아의 아들을 함부로 죽일수는 없었던 것이다. 헌데, 게리온의 소를 넣기 위해 여행을 하고 있던 아버지인 제우스와 인간여자인 어머니 알크메네의 사이에 태어난 힘이 장사였던 아들인 헤라클레스와 시비가 붙어서 결국 싸웠을때는 헤라클레스도 큰 곤혹을 치뤘지만 싸우면서 어느 정도 안타이오스의 특징을 알게 되자 이내 발을 대지에서 완전 떼어내고 그의 목을 졸라서 죽여버렸고 결국에 그렇게 끝이 났고 결국 그는 헤라클레스에 의해서 죽었다. 그리고 그 사태의 전말을 알게 된 자식애가 무척 강한 포세이돈이 무척 분노하였다고 전해진다. 안타이오스의 죽음 때문인지 카리브디스가 죽었다는 이야기는 어디서도 전해지지 않는다.

## 같이 보기
- 비블리오테케
- 디오도로스 시켈로스
- 가이우스 율리우스 히기누스
- 이오안네스 트제트제스
- 파우사니아스 (지리학자)
- 가이우스 플리니우스 세쿤두스
- 스타티우스
- 코인토스 스미르나이오스
- 스트라본